# Neujahrskonzert der Wiener Philharmoniker 1960
Das Neujahrskonzert der Wiener Philharmoniker 1960 war das 20. Neujahrskonzert der Wiener Philharmoniker und fand am 1. Jänner 1960 im Goldenen Saal des Wiener Musikvereins statt. Dirigiert wurde es zum sechsten Mal von Willi Boskovsky, der diese Institution 1941 schon als Konzertmeister der Wiener Philharmoniker mit ins Leben gerufen hatte. Es war erst das zweite Neujahrskonzert, dessen 2. Teil im Fernsehen übertragen wurde, wieder als Eurovisionssendung.

## Besonderheit
Streng genommen war es einerseits das 21. Konzert zum Jahreswechsel – denn zur Jahreswende 1939/40 gab es bereits ein Außerordentliches Konzert der Wiener Philharmoniker, welches allerdings am Silvesterabend 1939 stattfand –, aber erst seit 1946 – seit dem  erstmaligen Dirigat von Josef Krips – trägt das Konzert den Namen Neujahrskonzert der Wiener Philharmoniker: Unter diesem Namen war es das nunmehr 15. mit diesem Titel.
Willi Boskovsky stand, wie bereits seit 1955 auf Grund seiner einstimmigen Wahl durch die Orchestermitglieder als ständiger Dirigent des Neujahrskonzertes am Pult. Willi Boskovsky blieb in Erinnerung, dass er, wenn nicht das gesamte, so doch große Teile des Konzertes, meist die Walzer, mit dem Geigenbogen leitete und, die Violine in die Hüfte gestützt, immer wieder ans Kinn nahm, um einen eigenen Schwung in das Orchester zu übertragen.
Der zweite Teil des Neujahrskonzertes wurde erneut im Fernsehen als Eurovisionssendung übertragen, die der Österreichische Rundfunk (ORF) und das Schweizer Fernsehen (SF) gemeinsam produzierten. Die Regie übernahm, wie in den folgenden Neujahrskonzerten, Hermann Lanske.
Ausgestrahlt wurde es 1960 neben Österreich in Belgien, der Bundesrepublik Deutschland, in Dänemark, Frankreich, Großbritannien, Italien, den Niederlanden, in Schweden und in der Schweiz. Als Fernsehstationen übernahmen es neu die in Finnland und Norwegen.

## Programm
Das Programm beinhaltete ausschließlich Werke, die bereits Bestandteil früherer Neujahrskonzerte der Wiener Philharmoniker waren.

### 1. Teil
- Johann Strauss (Sohn): Künstlerleben (Walzer), op. 316
- Josef Strauss: Heiterer Muth (Polka française), op. 281
- Josef Strauss: Delirien (Walzer), op. 212
- Johann Strauss (Sohn): L’Enfantillage (Polka française (Zäpperl-Polka)), op. 202
- Johann Strauss (Sohn): Wo die Citronen blüh’n (Walzer), op. 364

### 2. Teil
- Johann Strauss (Sohn): Ouvertüre zur Operette Der Zigeunerbaron
- Josef Strauss: Transactionen (Walzer), op. 184
- Josef Strauss: Ohne Sorgen (Polka schnell), op. 271
- Johann Strauss (Sohn): Neue Pizzicato-Polka, op. 449
- Johann Strauss (Sohn): Wiener Blut (Walzer), op. 354
- Johann Strauss (Sohn): Egyptischer Marsch, op. 335
- Johann Strauss (Sohn): Csárdás aus der Oper Ritter Pásmán, op. 441

### Zugaben
- Johann Strauss (Sohn): Auf der Jagd (Schnell-Polka (sic)), op. 373
- Johann Strauss (Sohn): An der schönen blauen Donau (Walzer), op. 314
- Johann Strauss (Vater): Radetzky-Marsch, op. 228

Werkliste und Reihenfolge sind der Website der Wiener Philharmoniker entnommen.